# Чернощёкая птица-кошка
Чернощёкая птица-кошка (лат. Ailuroedus melanotis — вид воробьиных птиц из семейства шалашниковых (Ptilonorhynchidae).

## Описание
Длина тела самцов до 29 сантиметров. Длина хвоста от 11,1 до 12,5 см. Половой диморфизм отсутствует, поэтому самка мало отличается от самца. Длина клюва у обоих полов от 3,3 до 3,8 сантиметра. Цвет клюва от бледно-серого до кремово-белого. Вес птиц составляет от 196 до 285 граммов. Оперение зеленого цвета, темного на спине и крыльях и желтовато-зеленого на груди и животе. Голов темно-серого цвета. Вокруг глаз есть белое «кольцо». На груди животе и крыльях есть белые пятна. Глаза темно-красные. Ноги сине-серые. Оперение молодых птиц похоже на взрослых, но у них более светлая шея. Крик чернощекой птицы-кошки напоминает мяуканье кота. Птицы, распространенные в Австралии, изучены лучше, чем Новогвинейские.

### Размножение
В отличие от других видов беседковых птиц, самец этого вида не строит шалаш. Чернощекие птицы-кошки — моногамные птицы. По окольцованным птицам удалось доказать, что пара занимала одну и ту же территорию в течение нескольких лет. Сезон размножения длится с середины сентября до начала марта, а большая часть птенцов вылупляются с октября по декабрь. Гнездо строит самка. В кладке 2—3 яйца кремово-белого цвета. Инкубация продолжается 23—24 дня. Насиживает яйца самка, самец же в это время кормит и защищает её. Птенцов кормят оба родителя. Птенцы покидают гнездо через три недели после вылупления, но держатся вместе с родителями еще в течение некоторого времени.

### Питание
Чернощёкие птицы-кошки всеядны, однако основную часть рациона составляют фрукты (главным образом инжир). Также едят цветы, бутоны, листья и стебли растений. Среди животной пищи, которая играет меньшую роль чем растительная преобладают черви, тараканы, термиты, певчие цикады, жуки, гусеницы.

## Распространение
Вид распространен в Новой Гвинее и на севере Австралии (Квинсленд). В Новой Гвинее он населяет леса предгорий и невысоких горных хребтов на высоте от 600 до 1700 метров над уровнем моря. В Австралии этот вид населяет тропический северо-восток Квинсленда. Встречается до высоты 1540 метров над уровнем моря. Чернощекие птицы-кошки живут поодиночке, парами или небольшими семейными группами. Территориальный вид, активно защищает ссвою территорию от других птиц своего вида.

## Подвиды
Выделяют три подвида:
- A. m. jobiensis
- A. m. melanotis
- A. m. joanae